# Evander Holyfield
Evander Holyfield, né le 19 octobre 1962 à Atmore, dans l'Alabama, est un boxeur américain. Champion du monde des poids lourds-légers en 1986, il devient le premier boxeur de la catégorie à unifier les 3 ceintures, en 1988. Passé en poids poids lourds, il devient champion du monde indiscuté en battant James Buster Douglas en 1990, il reste le seul boxeur avec Oleksandr Usyk à avoir été champion unifié des poids lourds-légers et des poids lourds.
Champion du monde de 1990 à 1992, en 1993 et 1994, de 1996 à 1999, et en 2000 et 2001, il est également le seul quadruple champion du monde poids lourds de l'histoire de la boxe. Vainqueur de boxeurs comme George Foreman, Larry Holmes, Riddick Bowe, Mike Tyson et Michael Moorer, il est élu 3 fois boxeur de l'année par Ring Magazine en 1987, 1996 et 1997. Disputant un dernier championnat du monde contre Nicolay Valuev en décembre 2008, à 46 ans, il est un des plus vieux poids lourds à avoir combattu pour le titre mondial. Il a disputé 24 championnats du monde dans sa carrière, en remportant 16, en perdant 7, et faisant 1 nul. Il met fin à 27 ans de carrière professionnelle en 2011, étant considéré comme un des meilleurs boxeurs de l'histoire de la boxe.

## Carrière

### Les débuts
Holyfield renonce à une carrière dans l'armée pour la boxe anglaise. Sur les 174 combats de sa carrière amateur, il en remporte 160, gagne les Golden Gloves dans la catégorie mi-lourds et se présente comme le grand favori aux Jeux olympiques de Los Angeles en 1984 (les pays du bloc communiste boycottant les jeux, les boxeurs américains étaient sûrs de l'emporter sans l'opposition des boxeurs soviétiques et surtout cubains).
En demi-finale, il surclasse le Néo-Zélandais Kevin Barry, mais est disqualifié par l'arbitre pour avoir donné un coup quand celui-ci avait dit break sonnant la fin du combat ; Holyfield doit se contenter de la médaille de bronze. Lors de la cérémonie de remise des médailles, le Yougoslave Anton Josipovic qui avait remporté la médaille d'or, l'invite à monter sur la première marche du podium.
Entraîné par l'ancien champion des poids moyens George Benton, Holyfield devient professionnel et remporte ses 11 premiers combats dans la catégorie des lourds-légers, entre le 15 novembre 1984 et le 28 mai 1986. Il bat notamment Tyrone Booze  qui deviendra plus tard champion du monde WBO, l'ancien champion nord-américain NABF Anthony Davis, ou l'ancien challenger mondial Chisanda Mutti.

### Champion incontesté des lourds-légers
Le 12 juillet 1986, à 24 ans, il se mesure au champion du monde WBA Dwight Muhammad Qawi, un boxeur beaucoup plus expérimenté. Le premier championnat du monde du boxeur d'Atlanta est disputé trop tôt dans sa carrière, selon les journalistes présents, d'autant qu'il se jouera en 15 rounds. Qawi le domine et le bouscule dans les premiers rounds, mais son concurrent montre ensuite, pour la première fois, les qualités qui lui permettront de se maintenir pendant plus de 15 ans parmi les meilleurs boxeurs mondiaux : l'endurance face aux coups et à la fatigue et surtout l'acharnement. Holyfield gagne le titre aux points (par une décision partagée des juges), après 15 rounds d'un combat épuisant que Ring Magazine qualifiera de meilleur combat lourds-légers des années 1980.
Après sa victoire sur Qawi, Evander devient le champion incontournable de la catégorie. Il le prouve, durant l'année 1987, en défendant son titre contre Henry Tillman  qu'il envoie à terre à deux reprises dans le 2e round et 3 fois dans le 7e, puis en s'emparant de la ceinture IBF aux dépens de Rickey Parkey qu'il bat par KO technique en trois rounds, et en disposant à nouveau de Dwight Qawi, cette fois par KO. Le champion est élu boxeur de l'année et réunifie le titre le 9 avril 1988 à Las Vegas face à Carlos De Leon, le tenant du titre WBC. Il parvient à le battre en 8 rounds, réunissant ainsi les 3 ceintures mondiales et ponctuant ainsi sa carrière en lourds-légers, l'une des plus rapides et des plus brillantes.

### The Real Deal
Holyfield souhaite conquérir le titre le plus populaire, celui de la catégorie des lourds alors dominée par Mike Tyson. Il se confronte le 15 juillet 1988 à James Tillis, un ancien challenger devenu faire-valoir pour les nouveaux espoirs mondiaux qui abandonne après 5 reprises. Holyfield bat ensuite deux anciens champions du monde : Pinklon Thomas, qui abandonne après 7 rounds, et Michael Dokes dans un combat violent où Holyfield prend vite de l'avance aux points. Au 10e round, un uppercut d'Holyfield touche sévèrement Dokes qui titube et encaisse plusieurs autres coups avant de chuter, l'arbitre arrête le combat.
Après une victoire contre le brésilien Adilson Rodrigues, Holyfield se mesure à Alex Stewart, un puncher alors invaincu en 24 combats, tous remportés avant la limite. Holyfield prend vite l'avantage et Stewart qui n'a jamais dépassé le 4e round fatigue. Le visage marqué, de moins en moins actif, il est arrêté au 8e round par le médecin.
Début 1990, Holyfield était devenu la nouvelle « bonne affaire » de la catégorie (d'où son surnom The Real Deal) aussi bien au niveau des performances (depuis son premier affrontement contre Qawi, il avait mis KO tous ses adversaires), de la popularité (toutes ses victoires comme poids lourds avaient été spectaculaires), que des revenus (depuis 1986, il ne boxait qu'à Las Vegas ou Atlantic City). Fort de ses 23 victoires, Holyfield s'était élevé tout en haut de la liste des opposants potentiels à Tyson.
Le 10 janvier 1990 à Las Vegas, Don King, le promoteur de Mike Tyson et Don Duva, le promoteur d'Evander Holyfield avaient signé un contrat qui prévoyait une confrontation entre Mike Tyson et Evander Holyfield au Trump Plaza d'Atlantic City prévue pour le 18 juin 1990 et qui garantissait une somme de 22 millions de dollars pour Tyson et 11 millions de dollars pour Holyfield. Mais la défaite de Tyson à Tokyo contre James Douglas annule le combat. Holyfield affronte plutôt Seamus McDonagh le 1er juin qu'il bat par KO technique en 4 rounds.

### Champion contesté des lourds
Steve Wynn, le propriétaire du Mirage Hôtel, nouveau casino de Las Vegas, offre à Holyfield huit millions de dollars pour combattre James Douglas, le nouveau champion. Ce dernier n'a pas la même motivation que lors de son précédent combat et sa forme est bien moindre. Après deux reprises remportées par Holyfield, au 3e round, ce dernier envoie Douglas à terre avec une puissante droite. Ce dernier ne se relève pas, Evander Holyfield remporte le titre unifié à 28 ans, ce 25 octobre 1990.
Le 19 avril 1991, il défend son titre une première fois contre l'ancien champion des années 1970 : George Foreman. Le combat est serré durant plusieurs reprises mais Holyfield prend le pas sur Foreman dans la deuxième partie du combat. Bien que vainqueur par décision unanime et sans jamais avoir été en danger, la surprise reste grande pour le public, car le combat est allé au bout, à 42 ans, Foreman a résisté jusqu'au bout face au champion du monde.
Holyfield devait recevoir 30 millions de dollars pour affronter Mike Tyson le 8 novembre 1991 au Caesars Palace dans ce qui devait être le combat le plus coûteux de l'histoire de la boxe. En juillet, Tyson est accusé de viol par Desiree Washington, et son procès doit avoir lieu en janvier 1992. En octobre, Tyson se blesse à l'entraînement ; le combat est donc reporté puis annulé. Pour remplacer Tyson, Bert Cooper est choisi. Holyfield prend vite de l'avance aux points, touchant plus souvent Cooper et avec une plus grande précision. Cooper réagit dans la 3e reprise, touché par une dure droite, Holyfield est proche de la chute durant quelques instants, s'accrochant aux cordes pour ne pas chuter. Il réagit néanmoins en fin de reprise, et ne sera plus inquiété lors du reste du combat. Holyfield blesse Cooper à la 5e reprise et au 7e round, il touche Cooper avec 24 coups consécutifs sans réaction de ce dernier, l'arbitre arrête le combat.
Le 19 juin, lors de sa 3e défense, The Real Deal remporte le combat aux points, contre l'ancien champion Larry Holmes, 42 ans et alourdi, bien qu'ayant récemment gagné contre l'ancien champion du monde WBO, l'invaincu Ray Mercer. Toutefois Holyfield s'était mal préparé à rencontrer Holmes, troublé par la mort de son frère cadet (son beau-frère avait été accusé du meurtre). Holmes lui, avait disputé plusieurs combats avant de se mesurer à Holyfield, contrairement à son dernier championnat du monde, où il était revenu directement après deux ans d'absence. Bien que toujours invaincu, Holyfield n'avait pas convaincu depuis plusieurs combats et perdu de l'estime et de la crédibilité auprès du public et de la presse. À la fin de l'année 1992, Holyfield allait pourtant retrouver le prestige et la notoriété qu'il avait connus comme champion lourd-léger. Il se révélerait enfin contre un sérieux challenger : Riddick Bowe.

### Holyfield contre Bowe I et II
En 1992, Riddick Bowe (25 ans) invaincu en 31 combats (27 KO) devient le challenger no 1 mondial. Fort de ses 1,96 m et 105 kg, ce puncheur est déjà considéré comme le prochain roi des lourds. Il affronte Holyfield le 13 novembre 1992 à Las Vegas. Face à un champion jugé inapte à conserver son titre, Bowe est confiant, son poids, supérieur de plus de 10 kg par rapport à son adversaire, le sécurise. Pourtant Bowe n'est pas le challenger le plus fiable : indolent à l'entraînement (il combat souvent avec un surplus de poids) et passif sur le ring (aux Jeux olympiques de 1988, il est disqualifié pour non-combativité).
Inférieur physiquement, Holyfield est dominé par les longs directs et uppercuts surpuissants de son adversaire. Il se montre solide et réplique avec hargne. À chaque round, les deux boxeurs échangent plus de 100 coups sans faiblir ! Le 10e round est considéré par beaucoup comme un des plus beaux jamais vu en championnat du monde poids lourds, Holyfield au début du round est sévèrement touché par de nombreux coups de Bowe et manque de chuter, mais il termine le round en trombe et ébranle à son tour Bowe. Au 11e round, alors que le score des juges est légèrement à l'avantage de Bowe, ce dernier fait chuter Holyfield sur un uppercut. Celui-ci se relève, contre-attaque et bouscule son adversaire. Bowe l'emporte aux points, Holyfield s'incline pour la première fois de sa carrière, après 28 victoires, et ressort grandi de l'affrontement, acclamé au même titre que son adversaire pour une performance élue combat de l'année.
À l'issue du combat, Holyfield annonce sa retraite ; pourtant, sept mois plus tard, il fait son 1er retour victorieux lors d'une revanche contre Alex Stewart. Pour l'occasion, Holyfield s'adjoint les services d'une nouvelle équipe d'entraînement et d'un nouveau manager : le rappeur MC Hammer qui lui compose un titre.
Une revanche tant attendue est organisée par la Caesars Palace le 6 novembre 1993, presque un an après le 1er choc. Les ceintures WBA et IBF sont les seules en jeu, Bowe ayant perdu la ceinture WBC en refusant d'affronter Lennox Lewis. Cette fois-ci, les circonstances ont changé pour les deux boxeurs. Bowe, depuis sa conquête du titre, est tombé dans la facilité en le défendant contre deux boxeurs moins bien classés, en plus de négliger son entraînement et de monter sur le ring beaucoup trop gras. Holyfield, lui, a soigné sa préparation, et a encore gagné en muscle. L'ex-champion, qui avoisine les 100 kg, est accusé une fois de plus par la presse de faire un large usage de stéroïdes anabolisants.
Holyfield change de tactique lors de la revanche, qui a lieu en plein air. Plutôt que de chercher l'épreuve de force, comme lors de la précédente rencontre, il bouge constamment et mitraille son adversaire d'enchaînements rapides et précis. Bowe, hors de forme, n'arrive pas à suivre, mais résiste à son tour avec ténacité. Au 7e round survient le moment le plus pittoresque de l'histoire de la boxe : James Miller, un plaisantin adepte du parapente, tourne au-dessus du ring et s'accroche involontairement dans les installations d'éclairage et tombe dans les cordes du ring entre les deux boxeurs et heurte la femme de Bowe, au 1er rang qui est enceinte de son 4e enfant. Le parachutiste est agressé par l'équipe de Bowe, puis évacué par la sécurité en même temps qu'un leader islamiste noir (invité principal de la soirée), qui a cru à l'attentat. Avec l'agitation, Eddie Futch, 84 ans, entraîneur de Bowe (autrefois entraîneur de Joe Frazier, Ken Norton et Larry Holmes) subit une crise cardiaque et est évacué du stade à son tour. Le combat reprend et Holyfield regagne son titre aux points et assène à Bowe sa 1re défaite après 34 victoires.

### Deux années compliquées
Félicité pour sa revanche victorieuse, Holyfield ne conserve pas longtemps ses titres de la WBA et de l’IBF. Pour son combat suivant, le 22 avril 1994, il rencontre l'ancien champion du monde des mi-lourds, Michael Moorer, toujours invaincu, qui souhaite devenir le premier gaucher champion du monde des poids lourds. Holyfield envoie Moorer à terre au 2e round. Blessé à l'épaule, il apparaît également très lent et très fatigué pendant le reste du combat, qu'il perd finalement aux pointage, de justesse, par décision majoritaire des juges.
Quand il se rend à l'hôpital pour se faire examiner son épaule, il lui est diagnostiqué une atteinte cardiaque, qui doit l'empêcher de boxer à nouveau. Holyfield prend une retraite forcée. Il se rend à une cérémonie évangélique où le prédicateur Benny Hinn tente de guérir une foule en leur imposant les mains. Holyfield annonce être guéri par miracle. Les médecins qui l'examinent, découvrent que son cœur a subi un stress excessif, causé par un apport exagéré de fluides injectés pour compenser une déshydratation. Evander souffre de symptômes comme des problèmes de pression sanguine ou de déshydratation massive laissant penser à l'utilisation des stéroïdes.
Holyfield reprend la boxe en affrontant le 20 mai 1995 l'ancien champion du monde WBO, Ray Mercer, un boxeur ayant connu quelques défaites mais qui jouit d'une réputation de boxeur résistant au mal. Mercer montant de surcroît sur le ring plus affuté que lors de ses précédents combats. Le combat prévu en 10 rounds est dans un premier temps assez serré, malgré une précision supérieure d'Holyfield. Ce dernier prend un avantage décisif sur les cartes des juges en envoyant Mercer à terre au 9e round. Mercer se relève, mais Holyfield l'emporte finalement par décision unanime des juges.
Holyfield retrouve alors son rival Riddick Bowe au Caesar Palace, le 4 novembre, soit deux ans après leur dernière rencontre. Bien que Bowe soit toujours détenteur de la ceinture de champion du monde WBO, elle n'est pas en jeu. Cette dernière manche, attendue avec encore plus d'impatience par le public, est pourtant considérée par certains comme le vrai championnat du monde d'une catégorie où le titre est divisé de façon confuse entre 4 boxeurs et a fréquemment changé de mains ces dernières années.
Bowe, enfin amaigri et motivé, donne la pleine mesure de sa force de frappe : Holyfield gagne le 1er round mais Bowe s'empare des suivants. Au 5e, Holyfield semble au bord du KO, mais il montre une fois de plus ses solides qualités d'encaisseur. Les journalistes sont surpris de le voir encore debout sous le martèlement des uppercuts de Bowe. Au 6e round, Holyfield retourne le combat à son avantage, attaquant le round très motivé, il envoie Bowe au tapis sur un crochet gauche. C'est la première fois de sa carrière que ce dernier va à terre. Au 7e round, les deux boxeurs sont à égalité sur le pointage des juges, et ils s'échangent coup pour coup. Au 8e round, une courte droite de Bowe envoie Holyfield à terre. Ce dernier se relève difficilement, mais il n'a pas récupéré, Joe Cortez le laisse reprendre mais dès le premier coup donné par Bowe, il est évident qu'Holyfield n'est plus en état, Cortez met fin au combat. Holyfield perd pour la 1re fois de sa vie avant la limite. En pleurs, les deux ex-champions s'étreignent.
Les trois combats Bowe-Holyfield, massivement suivis par les amateurs, sont non seulement considérés comme les meilleurs championnats du monde poids lourd des années 1990, mais aussi l'une des plus intenses rivalités de l'histoire du sport. La belle de Riddick et d'Evander n'est pas le seul événement à devoir marquer le monde de la boxe en 1995 : un autre ancien champion redoutable sort de prison avec l'ambition de retrouver sa domination précédente : Mike Tyson.

### Holyfield contre Tyson
Evander Holyfield et Mike Tyson se sont affrontés à deux reprises : une première fois le 9 novembre 1996 et une seconde fois le 28 juin 1997. Chaque rencontre a eu lieu au MGM Grand et fut remportée par Evander Holyfield. Holyfield gagne une première fois par KO technique au 11e round. À l'issue de cette rencontre, les deux boxeurs sont chacun élus boxeur de l'année et leur affrontement est élu combat de l'année. Holyfield est déclaré vainqueur du second combat, après que Tyson, au 3e round, soit disqualifié pour l'avoir mordu par deux fois à l'oreille. Pour son comportement, Mike Tyson est condamné à payer à Holyfield 10 % de sa bourse (soit 1 million de dollars) et se voit retirer sa licence pour un an. C'est l'une des plus lourdes suspensions de boxe avec celle infligée à Luis Resto en 1983.
Le 8 novembre 1997, Holyfield prend sa revanche sur Michael Moorer. Cette fois-ci, en pleine possession de ses moyens, il le met KO au 8e round et réunifie, par la même occasion, les titres WBA et IBF. Il est nommé pour la troisième fois boxeur de l'année, et achève une décennie de succès (1987-1997) qui l'a vu triompher au sommet des catégories lourds-légers et lourds.

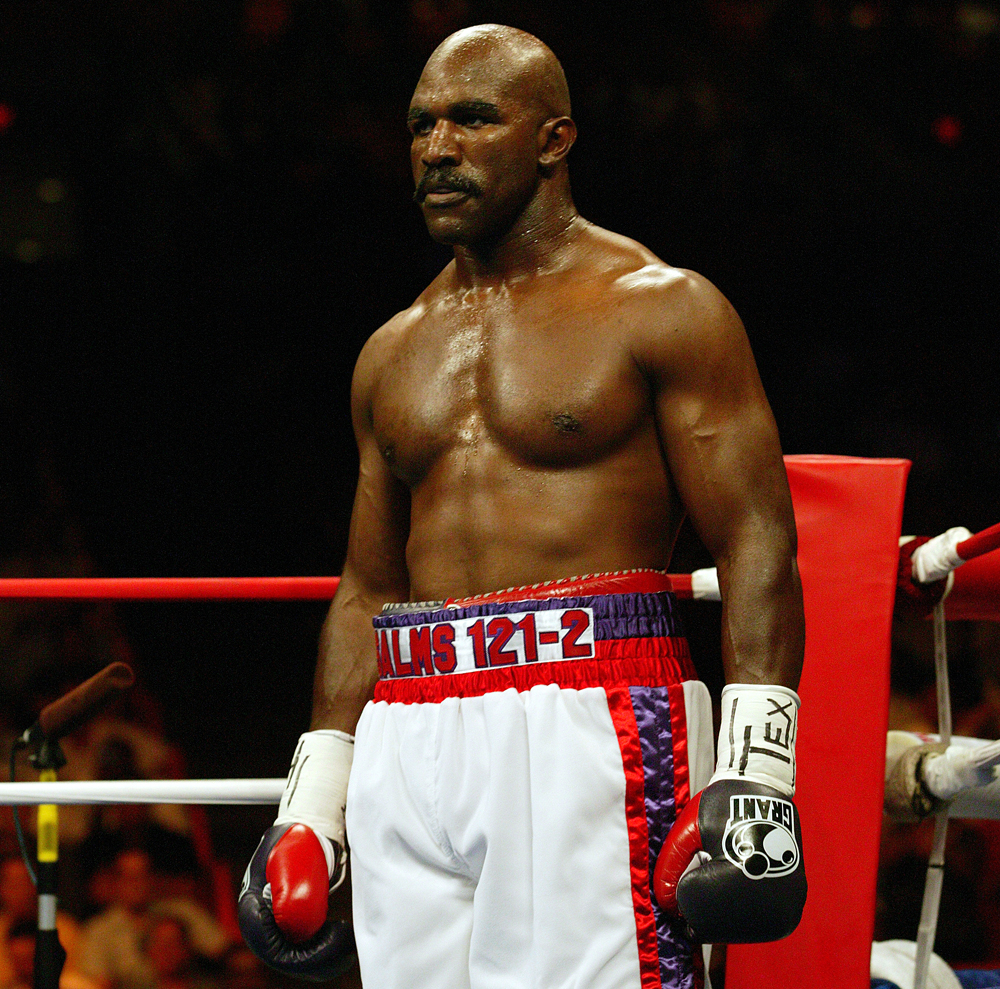
Face à Lou Savarese le 30 juin 2007, El Paso (Texas)

### Holyfield contre Lewis
Holyfield défend son titre une seule fois en 1998 en battant le challenger N°1 de l'IBF Vaughn Bean par décision unanime des juges, après l'avoir envoyé à terre à la 10e reprise.
Il affronte ensuite Lennox Lewis, le champion WBC, deux fois en 1999 dans des combats de réunification. Le 1er s'achève sur un match nul particulièrement contesté, beaucoup d'observateurs ayant vu Lewis gagner. Mais The Real Deal s'incline lors du combat revanche. Face à Lewis, que l'on jugeait aussi qualifié que Bowe ou Tyson pour mettre à mal le champion, Holyfield ne montrera pas sa formidable résistance qui avait fait son succès et perdra sans briller, à 37 ans sa carrière était derrière lui. Il est le boxeur à avoir régné le plus longtemps pendant les années 1990 : 1990 à 1992, 1993 à 1994, 1996 à 1999.

### Fin de règne
La WBA destitue Lennox Lewis et remet en jeu sa ceinture entre l'ex-champion et John Ruiz. Ils s'affrontent par trois fois en 2000 et 2001. Holyfield remporte aux points le premier combat, devenant le 1er boxeur lourd à s'emparer d'un titre pour la 4e fois. Il perd néanmoins la revanche par décision unanime. Le dernier affrontement se conclut par un match nul.
Si en 2002 Holyfield gagne contre Hasim Rahman, il entame une série de 3 défaites consécutives. Il échoue tout d'abord face à Chris Byrd pour le titre IBF, laissé vacant par Lewis. Holyfield se déchire le ligament de l'épaule gauche dans le premier round, mais continue à combattre, pour s'incliner aux points. En 2003, il subit une nouvelle défaite contre l'ancien champion des poids moyens James Toney. Ce dernier l'emporte au 9e round contre un Holyfield fatigué qui perd pour la dernière fois avant la limite. Enfin, il est battu aux points en 2004 par Larry Donald, et prend sa retraite.

### Retour
Holyfield participe à la première saison de l'émission Dancing with the Stars sur ABC durant l'été 2005. Il sera éliminé lors de la troisième semaine avec sa partenaire Edyta Śliwińska.
Il fait son retour en boxe en 2006, à 44 ans. À travers le Texas, il remporte quatre victoires consécutives, avant qu'on ne lui propose un combat pour le titre WBO en 2007. Le 13 octobre 2007 à Moscou, un combat de réunification entre Sultan Ibragimov (WBO) et Ruslan Chagaev (WBA) devait avoir lieu. Chagaev se désiste pour problème de santé. Holyfield est choisi pour le remplacer. Contre Ibragimov, Holyfield se montre aussi peu inspiré que combatif et perd aux points, loin de l'acharnement qu'il avait montré contre Riddick Bowe.
Holyfield est en proie à certains problèmes financiers ce qui le motive à renfiler les gants de boxe. Il remonte sur le ring le 20 décembre 2008 à Zurich contre le Russe Nicolay Valuev (WBA) pour briguer un 5e titre de champion du monde poids lourds. Holyfield apparaît bien préparé et du haut de ses 46 ans déjoue les pronostics en se montrant plus combatif que son adversaire qui est peu actif dans les 5 premiers rounds. Au 9e round, Holyfield se fait surprendre par un puissant crochet de Valuev qui le secoue sans conséquence. Le combat reste équilibré mais les deux derniers rounds sont donnés en faveur du Russe. Les juges lui donnent la victoire par décision majoritaire, sous les sifflets du public. La décision fera scandale, la majorité des observateurs ayant vu Holyfield gagner.

### Second retour
Le 11 avril 2010, Holyfield combat le Sud-Africain François Botha à Las Vegas, pour le titre mineur WBF. Il remporte la victoire par arrêt de l'arbitre à la huitième reprise, après avoir envoyé son adversaire au tapis par une droite au menton. Il défend son titre le 22 janvier 2011, mais le combat sera déclaré sans décision du fait d'un arrêt précoce en raison d'une coupure à l'œil à la suite d'un coup de tête involontaire. En mai 2011, il affronte un vétéran, Brian Nielsen. Holyfield remporte le combat, mais il ne défend pas sa ceinture, la WBF n'a pas reconnu ce combat, Nielsen, à 46 ans, n'ayant pas combattu depuis 9 ans.
Début 2014, il participe à l'émission Celebrity Big Brother. Au bout de 8 jours, il est exclu de la compétition.
En 2016 il fait partie des nombreuses personnalités à concourir pour la 11e saison de l'émission diffusé en Argentine, Bailando por un Sueño. Il s'agit de la version locale de Danse avec les stars. Il est éliminé lors de la 3e semaine. À noter que Mike Tyson et Pamela Anderson ont participé au programme dans une édition précédente.
En 2021, Holyfield participe à un combat de boxe en exhibition, face à Vitor Belfort, pratiquant de jiu-jitsu brésilien et ancien champion du monde de MMA à l'UFC .Belfort prévoyait initialement une exhibition face à Oscar de la Hoya. De la Hoya étant positif au covid, c'est finalement Holyfield, prévenu une semaine avant le combat, et qui n'a pas combattu depuis dix ans, qui l'affronte. Belfort bat Holyfield par KO technique dès le premier round. Holyfield est alors âgé de 59 ans, et le combat décrit comme humiliant pour lui.

## Son style
Holyfield, de confession protestante évangélique, avait une grande confiance en lui. Il écoutait souvent du gospel dans les vestiaires avant de monter sur le ring, toujours souriant, sans jamais chercher à intimider son adversaire. C'est au milieu des années 1990 qu'il adopte son célèbre short de couleur violet.
Un menton exceptionnel, une endurance et une résistance surhumaine s'accordaient à merveille avec son tempérament tenace et courageux. Ce sont ses meilleures qualités de combattant. Il est considéré comme le meilleur technicien du ring poids lourd de la fin du XXe siècle. Tout comme Gene Tunney ou Mohamed Ali, Holyfield étudiait minutieusement le style de ses adversaires et boxait différemment en fonction de leurs points forts et points faibles, à tel point que les journalistes hésitaient à le qualifier de « cogneur » ou de « rapide ».
Perfectionniste dans l'âme, il ne négligeait aucun détail : toute une équipe était chargée d'évaluer sa forme et de lui faire adopter le poids le plus adéquat ou la tactique la plus efficace contre son prochain adversaire. Evander avait recours à un professeur de danse pour parfaire son sens de l'équilibre et sa souplesse. Cet entraînement spartiate devait lui faire conserver une forme étincelante, même dans les dernières défaites de sa carrière.
On retient généralement que son style s'appuyait sur la mobilité, les enchaînements et la condition physique.

## Distinctions
- Evander Holyfield est membre de l'International Boxing Hall of Fame depuis 2017.
- Il est élu boxeur de l'année en 1987, 1996 et 1997 par Ring Magazine.
- Bowe - Holyfield I est élu combat de l’année en 1992[18].
- Holyfield - Tyson I est élu combat de l’année en 1996[24].

## Vie privée
Evander Holyfield épouse Paulette Bowen en 1985, ils divorcent en 1991. Il se marie ensuite avec Janice Itson de 1996 à 2000 et Candi Calvana Smith de 2003 à 2012. Son épouse actuelle est Shevon Harris. Il a reconnu 11 enfants de six femmes différentes. Les plus notables de ses enfants sont Evan qui est aussi boxeur chez les poids welters et Elijah qui après avoir fait du football américain à l'université et un bref passage par la NFL a signé un contrat de catcheur avec la World Wrestling Entertainment,.

## Sources
- Livres:
  - Les géants de la boxe (Neil Ducanson, Norman Giller)
  - Mike Tyson (Frederic N Roux)
  - Les plus beaux combats de boxe (Jean-Philippe Lustyk)
- Documentaires:
  - Evander Holyfield beyond the glory
  - The legendary night of HBO: Evander Holyfiel vs Riddick Bowe